# Sarri
Sarri (svenskt uttal (fil)) eller Sarre är ett samiskt efternamn.

## Statistik
Namnet bars år 2022 av 105 personer i Sverige, 23 personer i Finland och 0 personer i Norge i stavningsformen Sarri och av 5 personer i Sverige, 192 personer i Finland och 60 personer i Norge i stavningsformen Sarre.
År 2000 var namnet det tionde vanligaste efternamnet bland samer i Norrbottens och Västerbottens län.

## Ursprung
Ursprunget till namnet har getts olika förklaringar. Stavningsvarianterna Sarri och Sarre ska ha samma ursprung, men det senare är den enaresamiska formen av namnet och är därför mera vanligt i Finland. Formen Sarri ska då komma av förnamnet Sárre, medan Sarre ska komma av den enaresamiska formen Särree. Namnet har också förelagits komma av det samiska ordet för ’blåbär’, på nordsamiska sarri, enaresamiska sare.
Namnet har också setts som en form av det svenska namnet Samuel.

## Bärare
Personer utan angiven nationalitet kommer från Sverige.
- Anders Nikolaus Sarri, senare Salming  (1896–1971), farfar till 
  - Stig Salming (född 1947), ishockeyspelare och tränare
  - Börje Salming (1951–2022), ishockeyspelare
- Annok Sarri Nordrå (1931–2013), författare
- Ellen Sarri Littorin (född 2009), barnskådespelare
- Enok Sarri (1909–2004), väderspåman
- Inga Sarri (1934–2021), skådespelare
- Lasse Sarri (1936–2018),  regissör, manusförfattare och skådespelare
- Lasse Sarri (fjällförare) (1923–2013)
- Margareta Sarri (född 1944), författare
- Millis Sarri (född 1973), illustratör
- Olle Sarri (född 1972), skådespelare